# Heteranthera rotundifolia
Heteranthera rotundifolia är en vattenhyacintväxtart som först beskrevs av Carl Sigismund Kunth, och fick sitt nu gällande namn av August Heinrich Rudolf Grisebach. Heteranthera rotundifolia ingår i släktet Heteranthera och familjen vattenhyacintväxter. Inga underarter finns listade.